# Gooische Vrouwen (televisieserie)
Gooische Vrouwen is een Nederlandse dramaserie over het wel en wee van vier vriendinnen in Het Gooi. De serie, die zich afspeelt in Het Gooi, is ontwikkeld door Linda de Mol als een Nederlandse variant op de Amerikaanse series Desperate Housewives en Sex and the City.

## Geschiedenis
De eerste twee seizoenen werden uitgezonden op Talpa, daarna werd Gooische Vrouwen uitgezonden op RTL 4. Er zijn 50 afleveringen uitgezonden, verdeeld over zes seizoenen. Op 23 oktober 2009 werd in Nederland de voorlopig laatste aflevering uitgezonden. Daarin werden Claire en haar dochter Merel herenigd, en verhuisden Martin en Cheryl terug naar Amsterdam. Op deze avond won Gooische Vrouwen met 53% van de stemmen de Gouden Televizier-Ring voor beste televisieprogramma. In 2006, 2007 en 2008 was het programma al genomineerd voor deze prijs, maar zonder succes. Alle afleveringen zijn op dvd uitgebracht. 
De serie is opgenomen op verschillende locaties in Het Gooi, Laren, Blaricum, Bussum en Naarden.
De film Gooische Vrouwen ging op 8 maart 2011 in première. In 2012 krijgt de televisieserie een spin-off programma met de titel Villa Morero. Op 4 december 2014 ging "Gooische Vrouwen 2" in première.
Op 21 november 2023 werd door Talpa bekendgemaakt dat de serie eind 2024 zal terugkeren met een nieuw seizoen op streamingdienst Videoland en bij televisiezender SBS6. Op 27 oktober 2024 ging het zesde seizoen bij Videoland met twee afleveringen van start, op 10 november 2024 gevolgd door SBS6, waarna het elke zondag om 20:30 was te zien op tv.
Op 29 januari 2025 werd door Talpa Network bevestigd dat er 2 nieuwe seizoenen bijbesteld zijn, het zevende en achtste seizoen. Ook deze seizoenen zullen weer te zien zijn op zowel Videoland als bij SBS6.

## Verhaal
Gooische Vrouwen vertelt het verhaal van vier vrouwen in Het Gooi. In de eerste drie seizoenen waren het Cheryl (Linda de Mol), Claire (Tjitske Reidinga), Anouk (Susan Visser) en Willemijn (Annet Malherbe). In het vierde seizoen werd Willemijn vervangen door een nieuw personage, Roelien (Lies Visschedijk). De vriendinnen hebben te maken met de typisch Gooise dingen als veel geld, luxe auto's, kinderen op dure scholen en mooie huizen en ze ondervinden ook de negatieve kant van hun luxe leven.

## Rolverdeling

### Rolverdeling per seizoen
Legenda
 = Hoofdrol
 = Bijrol
 = Geen rol
| Linda de Mol                        | Cheryl Morero                | 8 | 8 | 9 | 9 | 8 | 8 | 50 |
| Tjitske Reidinga                    | Claire van Kampen            | 8 | 8 | 9 | 9 | 8 | 8 | 50 |
| Susan Visser                        | Anouk Verschuur              | 8 | 8 | 9 | 9 | 8 | 8 | 50 |
| Peter Paul Muller                   | Martin Morero                | 8 | 8 | 9 | 9 | 8 | 8 | 50 |
| Derek de Lint                       | Dokter Ed Rossi              | 7 | 8 | 8 | 7 | 6 | 8 | 44 |
| Daniël Boissevain                   | Tom Blaauw                   | 6 | 5 | 6 | 8 | 8 | 8 | 41 |
| Leopold Witte                       | Evert Lodewijkx              | 8 | 8 | 8 | 9 | 8 |   | 41 |
| Annet Malherbe                      | Willemijn Lodewijkx          | 8 | 8 | 9 |   |   |   | 25 |
| Lies Visschedijk                    | Roelien Grootheeze           |   |   |   | 9 | 8 | 8 | 25 |
| Alex Klaasen                        | Jaap "Yari" Segaar           |   |   |   | 6 | 7 | 8 | 21 |
| Beppie Melissen                     | Cor Hogenbirk                |   |   | 1 | 4 | 5 | 7 | 17 |
| Lisa Bouman                         | Vlinder Blaauw               | 7 | 6 | 8 | 7 | 7 |   | 41 |
| Eefje Kruijtzer                     | Vlinder Blaauw               |   |   |   |   |   | 6 | 41 |
| Cystine Carreon                     | Tippi Wan Sournois           | 8 | 6 | 9 | 9 | 5 |   | 37 |
| Jesse Straatman en Merijn Straatman | Remy Morero                  |   | 1 | 9 | 8 | 8 |   | 34 |
| Tommy van Lent                      | Remy Morero                  |   |   |   |   | 8 |   | 34 |
| Mea de Jong                         | Merel van Kampen             | 6 | 7 | 7 | 2 | 4 | 4 | 30 |
| Priscilla Knetemann                 | Louise Lodewijkx             | 5 | 7 | 8 | 6 | 3 |   | 29 |
| Reinout Scholten van Aschat         | Roderick Lodewijkx           | 7 | 6 | 7 | 7 | 2 |   | 29 |
| Dorus Witte                         | Annabel Lodewijkx            | 5 | 6 | 7 | 6 | 3 |   | 27 |
| Casper Gimbrère                     | Barry Snijders               | 2 | 2 | 4 | 6 | 4 |   | 18 |
| Gijs Scholten van Aschat            | Ernst Scheepmaker-van Altena |   | 6 | 4 | 6 |   |   | 16 |
| Frida Heijmen                       | Emmelien Grootheeze          |   |   |   |   |   | 8 | 8  |
| Kasper van Kooten                   | Otto Daalmeijer              |   |   |   |   |   | 7 | 7  |
| Beppie Melissen                     | Greet Hogenbirk              |   | 1 | 4 |   |   |   | 5  |
| Kees Hulst                          | Olivier Grootheeze           |   |   |   | 1 | 4 |   | 5  |
| Camilla Siegertsz                   | Ilona de Vries               |   |   |   |   | 5 |   | 5  |
| Marcel Musters                      | Dirk Stubbe                  |   |   |   |   | 5 |   | 5  |
| Robert de Hoog                      | Dennis                       |   |   |   |   |   | 5 | 5  |
| Teunie de Brouwer                   | Kimberly                     |   |   |   |   |   | 5 | 5  |
| Mandela Wee Wee                     | Wynand                       |   |   |   |   | 3 | 1 | 4  |
| Victor Reinier                      | Anton van Kampen             | 1 | 1 | 1 |   |   |   | 3  |

## Gooische Vrouwen in het buitenland
Gooische Vrouwen is ook verkocht aan het buitenland. In België en Frankrijk werd de serie met succes uitgezonden. In Rusland zijn er plannen met Russische acteurs een eigen versie te maken, gebaseerd op de originele Nederlandse scripts. In Duitsland werd de serie onder de naam Feine Freundinnen nagesynchroniseerd uitgezonden op ZDF. Linda de Mol sprak haar tekst zelf in. Vanwege het relatief lage aantal van één miljoen kijkers werd de serie na een seizoen weer van de buis gehaald. In Servië is een remake gemaakt onder de titel "Žene sa Dedinja".
| Buitenland |             |                   |
| Land       | Omroep      | Buitenlandse naam |
| Vlaanderen | VTM         | Gooische Vrouwen  |
| Wallonië   | RTL TVI     | Jardins Secrets   |
| Frankrijk  | TF1/FOXlife | Jardins Secrets   |
| Duitsland  | ZDF         | Feine Freundinnen |
| Rusland    | –           | –                 |
| Servië     | Prva        | Žene sa Dedinja   |
| Bulgarije  | TV2         | –                 |
| Canada     | –           | –                 |
| Litouwen   | –           | –                 |
| Suriname   | –           | –                 |

## Film
Van de serie zijn twee films gemaakt. De eerste ging op 10 maart 2011 in première. Op 1 april 2011 brak Gooische Vrouwen een record door binnen 23 dagen 1.000.000 bezoekers te trekken. Hiermee kreeg de film de status Diamanten Film. 
Op 4 december 2014 werd er een tweede film uitgebracht. Ook die film ("Gooische Vrouwen 2") heeft een bezoekersrecord verbroken: de film trok meer dan 1.500.000 bezoekers.

## Trivia
- Oorspronkelijk zou Nelly Frijda de rol van Greet (moeder van Martin Morero) spelen, maar zij heeft hier later voor bedankt omdat ze de rol te veel vond lijken op haar personage in Flodder. Frijda werkte eerder samen met De Mol in de film Ellis in Glamourland.
- De serie Gooische Vrouwen werd gesponsord door een matrassenfabrikant, die adverteert met de uitdrukking "Gooische matras".
- In het boek Gooische Vrouwen: hoe het begon is te lezen wat er met de vriendinnen gebeurde tussen hun 16e en het begin van de eerste serie.
- Tijdens de Beeld & Geluid Awards van 2009 werd actrice Annet Malherbe bekroond voor haar rol als Willemijn Lodewijkx in de serie.
- Vanaf het 6e seizoen speelt Kasper van Kooten mee als Otto. Eerder speelde Van Kooten samen met Peter Paul Muller en Daniël Boissevain een hoofdrol in de film All Stars. In deze film heeft Susan Visser een kleine rol als cameravrouw. Ook speelt ze een gastrol in de gelijknamige televisieserie in de aflevering "Wie is Jos Heyman?". De teaserposter van All Stars 2: Old Stars is een exacte kopie van de teaserposter van Gooische Vrouwen. Maar dan met groen gras in plaats van een rode loper, en noppen in plaats van hoge hakken. Beide ontwerpen zijn van Gijs Kuijper.[6]